# Meigenia obscuripes
Meigenia obscuripes là một loài ruồi trong họ Tachinidae.